# Даниленко, Иван Илларионович
Иван Илларионович Даниленко (23 апреля 1906 года, Ставропольская губерния, Российская империя — 8 мая 1985 года, Будённовск) — директор совхоза «Аркалдинский» Урджарского района Семипалатинской области, Казахская ССР. Герой Социалистического Труда (1966).

## Биография
Родился в 1906 году в крестьянской семье в Ставропольской губернии. Трудовую деятельность начал подростком, занимаясь батрачеством. В 1929 году вступил в местный колхоз. В 1940 году переехал в Казахстан, где был назначен директором имени Орджоникидзе Новошульбинского района (сегодня — Бородулихинский район) Семипалатинской области.
С 1956 по 1963 год — директор Маканчинской МТС, позднее — директор зерносовхоза «Маканчинский» Маканчинского района. В 1956 году в совхозе было выращено в среднем по 116 ягнят от каждой сотни овцематок. В этом году была получена прибыль около 533 тысяч рублей. За умелое руководство совхозом был награждён Орденом Ленина и медалью «За освоение целинных земель».
С 1963 по августа 1967 года — директор овцеводческого совхоза «Аркалдинский» Урджарского района. Под его руководством совхоз «Аркалдинский» вышел в передовые сельскохозяйственные предприятия Уджарского района. В 1965 году совхоз сдал государству около двух миллионов пудов зерновых, поголовье совхозной отары возросло до 6180 голов. Прибыль составила 500 тысяч рублей. За достигнутые успехи в развитии животноводства, увеличении производства и заготовок мяса, молока, яиц, шерсти и другой продукции удостоен звания Героя Социалистического Труда указом Президиума Верховного Совета СССР от 22 марта 1966 года c вручением ордена Ленина и золотой медали «Серп и Молот».
В 1967 году вышел на пенсию и переехал в Будённовск, где скончался в 1985 году.
Награды
- Герой Социалистического Труда
- Орден Ленина — дважды (11.01.1957; 22.03.1966)
- Орден Знак Почёта (09.04.1947)
- Медаль «За освоение целинных земель»